# 秋葉山公園県民水泳場
秋葉山公園県民水泳場（あきばさんこうえん けんみんすいえいじょう）は、和歌山県和歌山市にあるプール。愛称は「秋葉山プール」。

## 概要
1966年（昭和41年）開設。老朽化及び第70回国民体育大会における水泳競技開催のため、2011年2月より改修工事がなされた。2013年（平成25年）9月より営業を再開した。
秋葉山公園の南側に位置する。
屋内には競技用のプール及び、幼児用プールがある。屋外には行楽用のプールがあり、ウォータースライダーも併設されている。2階は観覧席、地下1階は会議場、地下2階及び3階は駐車場である。
2013年以降は指定管理者制度を採用し、TSAグループに民間委託されている。TSAはそれぞれ、大揚興業株式会社、シンコースポーツ株式会社、アズビル株式会社の頭文字を取ったものである。

## 施設
屋外プールは7月及び8月のみ開放される。
50mプール（屋内）
- 日本水泳連盟公認50m競泳プール
- 50m競泳用10コース（稼動壁により25mの使用も可能）
  - 可動床
- 水深0mから2.0m（一般開放時1.4m）

25mプール（屋内）
- 25m競泳用8コース
  - 可動床
- 水深1.2mから1.4m（可動床部分は0.8mから2.5m）

屋内子供プール及び野外プール
- 固定床
- 水深0.3m、0.7m、0.8m

その他
- 会議室
- 更衣ロッカー室
- シャワー室
- 休憩室
- 授乳室
- 救護室
- 応接室

## 周辺
- 秋葉山
- 和歌山西警察署秋葉交番
- 高津公園
- 和歌山市立雑賀小学校
- 和歌山県立星林高等学校

## 交通アクセス
JR和歌山駅、南海和歌山市駅から和歌山バスの和歌浦口方面行きを利用し約20分、秋葉山停留所下車、徒歩約5分。